# Tomentella radiosa
Tomentella radiosa är en svampart som först beskrevs av Petter Adolf Karsten, och fick sitt nu gällande namn av Rick 1934. Tomentella radiosa ingår i släktet Tomentella och familjen Thelephoraceae.  Arten är reproducerande i Sverige. Inga underarter finns listade i Catalogue of Life.